# Tours Val de Loire repülőtér
A Tours Val de Loire repülőtér (IATA: TUF, ICAO: LFOT) egy nemzetközi repülőtér Franciaországban, Tours közelében. Éves utasforgalma 181 424 fő (2018).

## Futópályák
A repülőtér futópályái:
- 02/20 (2404 m, beton)

## Légitársaságok és célállomások
| Légitársaság | Célállomások                                                    |
| ------------ | --------------------------------------------------------------- |
| HOP!         | Szezonális charter: Figari, Ajaccio                             |
| Ryanair      | London-Stansted, Marrakesh, Porto, Dublin Szezonális: Marseille |

## Forgalom
Az utasforgalom az elmúlt években az alábbi módon változott:
| Utasok száma | 11 722 | 8078 | 60 539 | 89 284 | 90 426 | 120 485 | 183 226 | 199 936 | 197 109 | 178 151 |
|              | 1997   | 2000 | 2003   | 2005   | 2008   | 2011    | 2014    | 2016    | 2019    | 2022    |